# Жизнь за царя
«Жизнь за царя́» («Ива́н Суса́нин») — опера Михаила Ивановича Глинки в 4 актах с эпилогом. В опере рассказывается о событиях 1613 года, связанных с походом польского войска на Москву.
Автор либретто — барон Егор Розен. В советский период была сделана новая редакция либретто, автором которого был Сергей Городецкий.

## Действующие лица
- Иван Сусанин, крестьянин села Домнино— бас
- Антонида, его дочь — сопрано
- Ваня, приёмный сын Сусанина — контральто
- Богдан Собинин, ополченец, жених Антониды — тенор
- Русский воин — бас
- Польский гонец — тенор
- Сигизмунд, король польский — бас
- Хоры крестьян и крестьянок, ополченцев, польских паненок, рыцарей; балет польских панов и паненок
- Предсказательница — сопрано

Место действия: село Домнино, Польша, Москва (в эпилоге).
Время действия: 1612—1613 годы.

## История оперы

### Сюжет и литературные источники
Отечественная война 1812 года всколыхнула самосознание русского народа, пробудила интерес к собственной истории. В литературе стали популярными сюжеты на русские исторические темы, среди них — история о подвиге костромского крестьянина Ивана Сусанина. Есть версия, что поляки шли в Кострому, чтобы убить 16-летнего боярина Михаила Романова, но в пути они заплутали. Дорогу им вызвался показать крестьянин Иван Сусанин, но вместо этого завёл их в болото, где погиб вместе с ними.
Этот сюжет неоднократно встречается в литературе того времени, к нему обращались М. М. Херасков, А. А. Шаховской, С. Н. Глинка, позднее Н. А. Полевой (в драме «Костромские леса») и М. Н. Загоскин (по совету Жуковского). Особенно привлекла к себе внимание эта тема, воплощенная в книге «Думы» Рылеева. Ярко заметна близость глинкинской сцены в лесу монологу Сусанина из Рылеева.

### История создания оперы
В 1815 году в Петербургском Большом театре состоялась премьера оперы Катерино Кавоса «Иван Сусанин». Автором либретто был Александр Шаховской. Опера была написана в стиле французской «опера комик» — диалоги занимали почти столько же места, сколько и музыка. В ней Сусанин оставался жив.
История создания этой оперы представляется несколько запутанной и противоречивой, однако факты говорят о следующем. В период заграничной поездки по Италии и Германии (1830—1834 гг.), предшествовавшей началу работы над оперой, Глинку неоднократно посещали мысли о создании произведения, проникнутого национальным духом.
Все написанные мною в угождение жителей Милана пьесы <...> убедили меня только в том, что я шёл не своим путём и что я искренно не мог быть итальянцем. Тоска по отчизне навела меня постепенно на мысль писать по-русски.
Эту же мысль Глинка высказывает в письме из Берлина к неустановленному адресату (S. T.):
Я думаю, что и я тоже мог бы подарить нашему театру достойное его произведение: пусть оно окажется не Бог весть чем, - я первый готов это допустить, - но это все же будет не так уж и плохо... Как ты полагаешь? Важнее всего найти сюжет. ; я, во всяком случае, хочу, чтобы все это было национальным, - прежде всего сюжет, а затем и музыка, так, чтобы мои дорогие соотечественники почувствовали себя дома, а за границей не приняли бы меня за хвастунишку и ворону в павлиньих перьях.
Вернувшись в Россию, он задумал сочинять оперу по повести Василия Жуковского «Марьина роща», но вскоре её оставил ради будущей оперы «Жизнь за царя».
Князь В. Ф. Одоевский вспоминал, что первоначальный замысел произведения на этот сюжет был в жанре не оперы, а оратории.
Дело в том, что первая мысль Глинки была написать не оперу, - но нечто вроде картины, как говорил он, - или сценической оратории. Все музыкальное создание в главных чертах его было уже в голове: помнится, он хотел ограничиться лишь тремя картинами: сельской сценой, сценой польской и окончательным торжеством. В этом виде с первого раза проиграл он мне всю оперу, рассказывая содержание, припевая и импровизируя, чего недоставало на листках. Я был невольно поражен оригинальностью мелодий, свежестию оборотов, глубиною гармонических сочетаний.
Это важное свидетельство объясняет некоторые драматургические особенности оперы и, в частности, ярко выраженные черты оратории в контексте оперного жанра.
Сам же Глинка пишет о том, что этот сюжет предложил ему Жуковский:
Когда я изъявил своё желание приняться за русскую оперу, Жуковский искренно одобрил мое намерение и предложил мне сюжет "Ивана Сусанина". Сцена в лесу глубоко врезалась в моём воображении; я находил в [ней] много оригинального, характерно русского. Жуковский хотел сам писать слова и для пробы сочинил известные стихи: Ах, не мне бедному, ветру буйному (Из трио с хором в эпилоге). Занятия не позволили ему исполнить своего намерения и он сдал меня в этом деле на руки барона Розена, усердного литератора из немцев, бывшего тогда секретарем Е. И. В. Государя Цесаревича. Моё воображение, однако же, предупредило прилежного немца, - как бы по волшебному действию вдруг создался и план целой оперы, и мысль противупоставить русской музыке - польскую; наконец, многие темы и даже подробности разработки - все это разом вспыхнуло в голове моей  .
Специфика творческого процесса Глинки состояла в том, что он не только сам полностью продумывал композицию и драматургию будущей оперы, но и почти всю музыку создавал раньше текста, и его либреттист был вынужден подлаживать текст под уже сочиненные мелодии. Вероятно, такое подчинение текста музыке могло оттолкнуть признанных поэтов от работы над оперой. В создании либретто оперы пытались участвовать популярные в то время авторы: Нестор Кукольник, Владимир Соллогуб, Василий Жуковский, князь Владимир Одоевский, но главным либреттистом стал барон фон Розен. В нём Глинка больше всего ценил именно способность прилаживать слова к уже готовой музыке:
Ему [Розену] предстояло немало труда: большая часть не только тем, но и разработки пьес [т. е. развивающие разделов оперных сцен] были сделаны и ему надлежало подделывать слова под музыку, требовавшую иногда самых странных размеров. Барон Розен был на это молодец; закажешь, бывало, столько-то стихов такого-то размера, двух-, трехсложного и даже небывалого, ему все равно - придешь через день, уж и готово. Жуковский и другие в насмешку говорили, что у Розена по карманам были разложены впредь уже заготовленные стихи, и мне стоило сказать, какого сорта, т. е. размера, мне нужно и сколько стихов, он вынимал столько каждого сорта, сколько следовало, и каждый сорт из особенного кармана. Когда же размер и мысль [не] подходили к музыке и [не] согласовались с ходом драмы, тогда являлось в моём пиите необыкновенное упрямство. Он каждый свой стих защищал с стоическим геройством: так, например, мне показались не совсем ловкими стихи из квартета:
Так ты для земного житья
Грядущая жёнка моя.
Меня как-то неприятно поражали слова: "грядущая", славянское, библейское даже, и простонародное "жёнка"; долго но тщетно бился я с упорным бароном, убедить его в справедливости моего замечания возможности не было <...> Прение наше окончил он следующим образом: "Ви нэ понимает, это сама лутший поэзия" .
Работа над оперой шла быстро, и зимой 1835/1836 года музыка была готова.

### История постановки
Опера была принята к постановке в Петербурге. Репетиции начались в мае 1836 года и проходили под названием «Иван Сусанин». Один из государственных министров, посетив репетицию, посоветовал переименовать её в «Жизнь за царя». Композитор долго не соглашался. Было предложено и другое название — «Смерть за царя». После совещаний было принято решение, что «за царей» надо только жить. В итоге название «Жизнь за царя» закрепилось.
Премьера состоялась 27 ноября (9 декабря) 1836 года в петербургском Большом театре. Музыкальный исследователь и критик Виктор Коршиков писал в статье «Два „Ивана Сусанина“»: «В первой постановке пела Мария Степанова, а Собинина — молодой певец Лев Леонов, сын известного композитора и пианиста англичанина Джона Фильда, который переехал из Англии в Россию в поисках лучшей жизни». Роль Сусанина исполнял Осип Петров, а роль Вани была поручена певице Анне Воробьевой, скоро ставшей Петровой. Время их свадьбы совпало с репетициями, и тогда автор Нестор Кукольник и композитор Михаил Глинка преподнесли свой своеобразный свадебный подарок: удлинили сперва небольшую роль Вани новыми ариями, которые великолепно исполнила Анна Яковлевна Воробьева, доказав свой талант и блистательное мастерство (см. Анна Петрова-Воробьева). Первым дирижёром оперы стал Катерино Кавос. Кавос считался одним из лучших дирижёров и музыкантов своего времени и оценил талант Глинки. По словам его правнука Александра Бенуа:
Свидетельством его [Кавоса] благородного бескорыстия является то, что, ознакомившись с партитурой своего младшего собрата [Глинки] на тот самый сюжет, на который он сам уже сочинил оперу "Иван Сусанин", прадед признал преимущество этой "Жизни за царя", и, по собственному почину, снял с репертуара своё произведение, дав таким образом дорогу своему молодому и опасному сопернику .
Однако некоторое время оба произведения шли на сцене одновременно.
- Виктор Коршиков. «Два „Ивана Сусанина“» (из книги: В.Коршиков. Хотите, я научу вас любить оперу. О музыке и не только. — М., ЯТЬ, 2007. — 246 с.):Обе оперы, не мешая друг другу, ставились на одной сцене. Некоторые актёры исполняли одни и те же партии в разных постановках. На глинковской премьере Сусанина пел выдающийся бас своего времени Осип Петров (он, кстати, один из тех, кто играл Сусанина сразу в двух спектаклях). <…> Несмотря на мощные хоровые сцены и танцы, Глинка сумел отразить реалистические характеры всех персонажей. Сусанин — не просто герой, он ещё и любящий отец. Прощание с Антонидой («Велят идти, повиноваться надо…») и сцена символического прощания с Антонидой, Ваней и Собининым полны глубокой искренней горечи. Почему-то довольно часто из различных постановок глинковской оперы вырезают трио Антониды, Собинина и Вани в последнем действии. Глинка неоднократно настаивал, чтобы сцена смерти главного героя не переходила в радостный финал «Славься!». Десятиминутное трио памяти Сусанина дает нужное эмоциональное пространство[3].

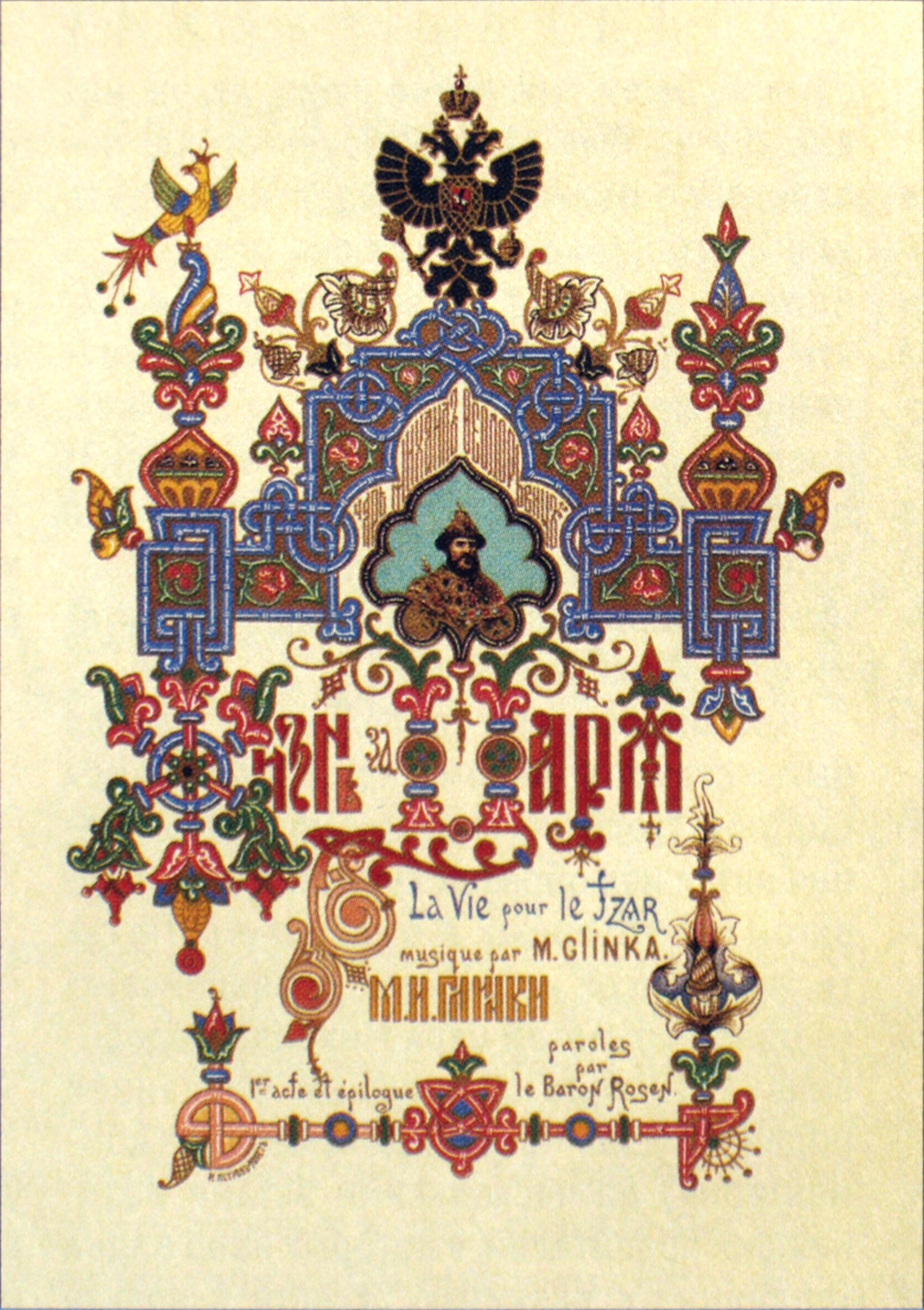
Виньетка оперы. 1899

На следующий день после премьеры, на дружеском обеде в честь Глинки у А. В. Всеволжского был сочинен «Канон в честь М. И. Глинки».
После революции опера долгое время в СССР не исполнялась. Были попытки полного изменения сюжета и приспособления его к обстоятельствам времени. Как писал Л. Л. Сабанеев: «Первая редакция была — перенесение времени действия в эпоху большевистской революции. В соответствии с этим Иван Сусанин обратился в „предсельсовета“ — в передового крестьянина, стоящего за советскую родину. Ваня обращен был в комсомольца. Поляки остались на месте потому, что в это время как раз была война с Польшей, где выдвинулся Тухачевский». Финальный гимн был перефразирован: «Славься, славься, советский строй».
Благодаря поэту Сергею Городецкому, который с помощью дирижёра Самуила Самосуда создал новое «советское» либретто, опера Глинки была поставлена в Большом театре в 1939 году режиссёром Борисом Мордвиновым. Опера в новом варианте была выдержана уже в духе борьбы русского народа против чужеземного ига и прославляла народ-победитель, а в заключительной песне «Славься» говорилось о русском народе. Премьерная постановка от 21 февраля 1939 не впечатлила Сталина, и он предложил внести несколько изменений, в частности, высказавшись «Почему на сцене так темно? Нужно больше света, больше народу!» Все изменения были учтены в постановке от 2 апреля 1939 года, встреченной критиками с большим восторгом.
С 1945 года спектаклем «Иван Сусанин» Глинки в различных постановках открывает ежегодный сезон Большой театр. Партию Ивана Сусанина исполняли Максим Михайлов, Иван Петров, Александр Ведерников, Евгений Нестеренко.
В 1988 году режиссёр Николай Кузнецов, художник Валерий Левенталь и дирижёр Александр Лазарев поставили «Ивана Сусанина» в Большом театре в возобновлённых декорациях первой постановки и со «старым» (первоначальным) либретто. Несмотря на признание спектакля зрителем, он прошёл всего 23 раза и был снят со сцены.
В 1997 году Большой вновь возобновил спектакль.

## Сюжет

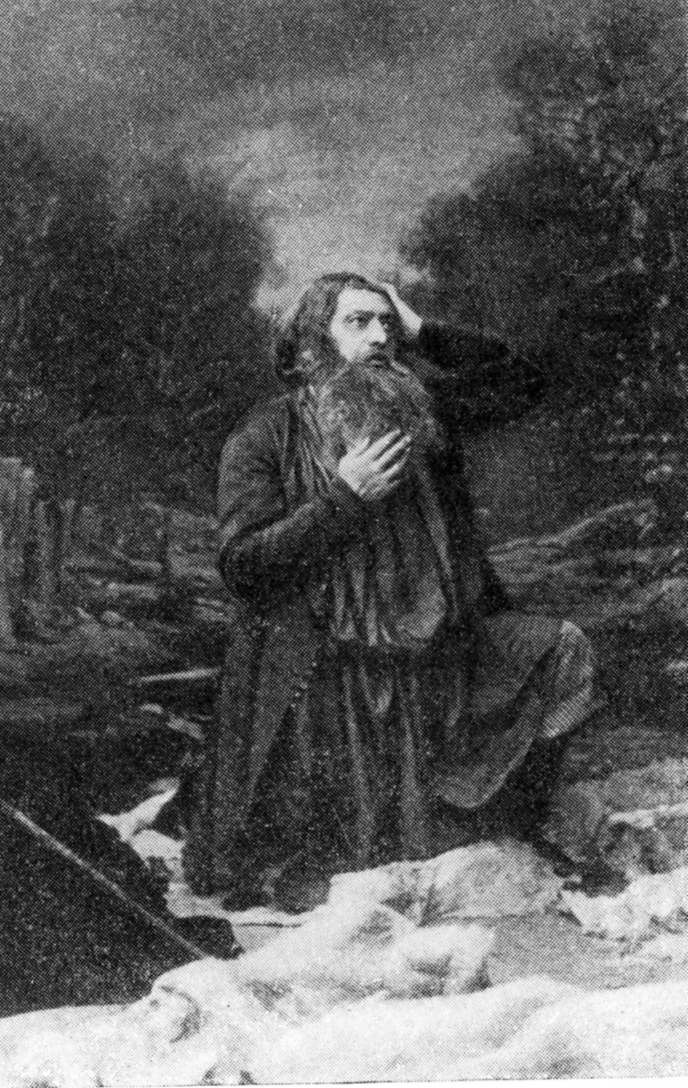
Осип Афанасьевич Петров — первый исполнитель героя Ивана Сусанина

#### Действие первое
В селе Домнино близ Костромы торжественно встречают молодых воинов, возвращающихся домой после победоносной битвы с поляками, вторгшимися на русскую землю.
Антонида с замиранием сердца ожидает своего жениха, Богдана Собинина, также принимавшего участие в защите отчизны. Сусанин, её отец, подходит к ней и с волнением сообщает, что пока поляки отступили лишь временно, теперь они готовятся к новой битве. Сусанин твёрдо решил, что свадьба Антониды не состоится, пока чужеземцы попирают русскую землю.
Наконец появляется долгожданный Собинин. Он приносит весть о том, что «на Москве великий собор выбирает нам царя». Услышав добрую весть, Сусанин соглашается на свадьбу дочери и Собинина.

#### Действие второе
Роскошный бал в Польше. По бокам сцены сидят пирующие паны и панны. В глубине сцены духовой оркестр; в середине танцы. Все предвкушают скорую победу над Москвой. Пение сменяется танцами — исполняется знаменитая танцевальная сюита из оперы: торжественный полонез, энергичный стремительный краковяк, плавный вальс, темпераментная мазурка.
Танцы прекращаются и входит вестник. У него плохие новости: «Судьба разразилась грозою!» «Что, разве король (вернее, королевич Владислав) не в Кремле?» — раздаются возгласы. Группа удальцов выделяется из толпы и выходит на авансцену. Они вызываются отправиться на Москву и захватить Михаила Романова. Все уверены в успехе этого плана, и танцы возобновляются. Оркестр играет, а хор поёт мазурку.

#### Действие третье
Ваня сидит, занятый работой, и поёт свою песню: «Как мать убили у малого птенца». Входит Сусанин. «Теперь время более весёлые песни петь», рассуждает Сусанин и сообщает Ване об избрании Михаила Фёдоровича на царство. Ване приходит на ум, что худы захватить в плен Михаила Фёдоровича. Но тут же оба заявляют, что постоят за царя. Входят крестьяне, отправляющиеся на работу в лес. Потом они намереваются прийти к Сусанину пожелать счастья. Сусанин зовёт Антониду и благословляет молодых. Все молят Бога любить царя, взывают о милости к земле русской. Вечереет — пора готовиться к девичнику.
Слышится конский топот. Приехали поляки. Они требуют, чтобы их проводили к царю. Сусанин отвечает им с притворным радушием, скрывая негодование: «Как нам-то знать, где царь изволит поживать!». Сусанин старается тянуть время, но поляки выказывают нетерпение и обращаются к нему с всё возрастающим гневом. Тут Сусанину приходит на ум: «Пойду, пойду.  Их заведу в болото, в глушь, в трясину, в топь». Ване он наказывает скакать верхом самой короткой дорогой прямо к царю, чтобы до утра уведомить его об опасности. Ваня незаметно уходит. Поляки предлагают Сусанину золото. Сусанин делает вид, что золото его соблазняет, и даёт согласие отвести польский отряд к царю. Антонида думает, что отец и впрямь собирается проводить поляков к государю. Она выбегает к нему и молит его не делать этого, не покидать их. Сусанин успокаивает Антониду. Он благословляет её и просит сыграть свадьбу без него, так как не сможет скоро возвратиться. Поляки отрывают Антониду от отца и поспешно уходят с ним. Она бросается на скамью и, закрыв руками лицо, горько рыдает. Входит Собинин. Он недоумевает, откуда появился враг. Антонида рассказывает ему, как было дело. Собинин полон решимости освободить Сусанина из польского плена. Постепенно собираются вооруженные крестьяне и ратники. Собинин уверяет Антониду, что спасёт Сусанина.

#### Действие четвёртое
Картина 1: Глухой лес. Ночь. Вооруженные крестьяне и с ними Собинин. Крестьяне размышляют, каким путём идти им на поляков. Собинин поёт «Братцы, в метель, в неведомой глуши». Все воодушевлены и готовы отправиться дальше на поиски Сусанина.
Картина 2: Лес у монастырской усадьбы. Ваня стремительно добежал сюда, к царскому двору. Он стучится в ворота монастыря. Ему никто не отвечает. Он сокрушается, что он не витязь и не богатырь — он сломал бы тогда ворота и вошёл бы в монастырь и предупредил бы царя с царицей об опасности. Он стучится снова. Наконец за воротами слышатся голоса. Проснулась боярская прислуга. Они отпирают ворота, видят Ваню. Он рассказывает им обо всём, что произошло: как пришли поляки, как потребовали они, чтобы Сусанин отвёл их к царю, как мужественный крестьянин повёл их ложной дорогой и завёл в непроходимый лес. Рассказ Вани побуждает бояр скорее отправляться к царю (его, как оказалось, здесь, куда пришёл Ваня, нет). Бояре посылают Ваню вперед: «Ты, как Божий посол, впереди ступай!».
Картина 3: Глухой лес. Поляки, измученные, еле идущие в сопровождении Сусанина, клянут «проклятого москаля». Они выходят на прогалину: хотя бы здесь отдохнуть. Они собираются развести огонь. Пока они думают, что он случайно сбился с пути. Поляки устраиваются спать у разведённого огня. Сусанин остаётся один. После скорбных размышлений и мольбы к Господу подкрепить его в смертный час. Сусанин вспоминает о семье. Он мысленно прощается с Антонидой, Собинину поручает заботу о ней, сокрушается о Ване. Сусанин осматривается: все кругом спят. Он тоже ложится. Вьюга усиливается. Поляки просыпаются, буря затихает. Но теперь им становится ясно, что Сусанин нарочно завёл их в эту глушь. Они подходят к Сусанину, будят его и допытываются, хитрит он или нет. И тут он открывает им правду: «Туда завёл я вас, куда и серый волк не забегал!». Поляки приходят в бешенство и убивают Сусанина.

#### Эпилог[15]
Москва. Народ гуляет в праздничных одеяниях. Звучит «Славься, славься, святая Русь». Народ славословит царя: «Празднуй торжественный день царя, ликуй, веселися: твой царь идёт! Царя-государя встречает народ!»
Антонида, Ваня и Собинин грустны, ведь до этого торжественного дня не дожил Сусанин. По сцене проходит небольшой воинский отряд, который, заметив эту печальную группу, замедляет шаг. К ним обращается начальник отряда. Он спрашивает, почему они грустны, когда все ликуют? Он изумлен, когда вдруг узнает, что они родственники Сусанина, о котором «в народе молва, что спас он царя!» Он вместе с воинами своего отряда выражает скорбные чувства по поводу смерти Сусанина и сообщает, что они сполна отплатили полякам.
И вот снова — ещё более мощно — звучит заключительный хор «Славься», который весь народ поёт уже на Красной площади под звон колоколов. Вдали виден торжественный царский поезд, направляющийся в Спасские ворота Кремля.

### Либретто Городецкого

#### Действие 1
В селе Домнине близ Костромы, население торжественно встречает молодых воинов, возвращающихся домой после победоносной битвы с поляками, вторгшимися на русскую землю.
Антонида с замиранием сердца ожидает своего жениха, Собинина, также принимавшего участие в защите отчизны. Сусанин, её отец, подходит к ней и с волнением сообщает, что поляки отступили лишь временно, теперь они готовятся к новому нападению, к новой битве. Сусанин твёрдо решил, что свадьба Антониды не состоится до тех пор, пока чужеземцы попирают русскую землю. Наконец появляется долгожданный Собинин. Он приносит весть даже более важную, чем весть об одержанной победе: легендарный народный герой Минин выбран вождем ополчения. Минин — надежда всего народа. Услышав добрую весть, Сусанин соглашается на свадьбу дочери и Собинина.

#### Действие 2
Бал во дворце польского короля Сигизмунда III. Король даёт своим друзьям великолепный пир. Льётся вино, звучит музыка, прекрасные танцовщицы волнуют сердца присутствующих. Победа, правда, ещё не одержана, но всё же польские магнаты празднуют успехи своего войска на русской земле. Веселье нарушается появлением гонца, который приносит грозную весть: Минин возглавил русское ополчение и выступил против поляков. Музыка сразу смолкает, танцовщицы исчезают, кубки с вином остаются на столах недопитыми. Король Сигизмунд отдаёт приказ: «Вперед против Минина! Вождь русских должен быть взят живым или мёртвым!»

#### Действие 3
В доме Сусанина идут оживлённые приготовления к свадьбе Антониды с Собининым. Сусанин рассказывает своему приёмному сыну Ване, что Минин разбил лагерь неподалёку, в Ипатьевском монастыре, куда к нему стекается вооруженный люд. Свадебное веселье в самом разгаре, когда в дом врываются поляки и приказывают Сусанину провести их в место тайного сбора ополченцев Минина. Сусанин делает вид, что подчиняется требованию поляков, но тем временем обдумывает, как спасти Минина и собирающееся русское войско. В голове его быстро созревает хитрый план. Он заведёт поляков в лесную чащу, откуда они не смогут выбраться. Ваня же предупредит Минина, что поляки напали на его след, пусть он ищет для сбора войска другое место.

#### Действие 4
Собинин собирает отряд и устремляется в погоню за поляками.
У стен монастыря. Ваня вовремя добегает до лагеря Минина. Ополченцы полны решимости разгромить врагов и спасти Сусанина. Во главе с Мининым они выступают навстречу врагу.
Лесная чаща. Сусанин уже больше не скрывает от поляков, что завёл их туда, где им суждено погибнуть. Он готовится принять смерть и в драматическом монологе прощается с родным домом, семьёй, Родиной.

#### Эпилог
Празднование победы над поляками на Красной площади. Хор «Славься» выражает всеобщую радость, ликование.

## Известные постановки
- 1836 — Большой театр (Санкт-Петербург), премьера 27 ноября. (редакция Розена)
- 1842 — Большой театр, премьера 7 сентября, режиссёр П. Щепин (редакция Розена)
- 1939 — Большой театр, премьера 21 февраля[17], режиссёр Б. Мордвинов (редакция Городецкого)
- 1945 — Большой театр, премьера 10 января, режиссёр Л. Баратов, дирижёр А. Пазовский, художник П. Вильямс, редакция Городецкого. Возобновления спектакля — 1978, 1997. Последнее представление — 15 марта 2006 года.
- 1989 — Большой театр, премьера 25 декабря, режиссёр Н. Кузнецов, художник В. Левенталь, редакция Розена. Последнее представление — 3 июня 1995 года.
- 2004 — Мариинский театр, премьера 30 мая, режиссёр и художник Д. Черняков, дирижёр В. Гергиев, редакция Розена.

## Аудиозаписи
| Год        | Организация                                                                            | Дирижёр                                   | Солисты | Лейбл звукозаписи и каталожный номер                                          | Либреттист | Примечания                                                                 |
| ---------- | -------------------------------------------------------------------------------------- | ----------------------------------------- | --- | ----------------------------------------------------------------------------- | ---------- | -------------------------------------------------------------------------- |
| 1947, 1950 | Хор и оркестр Большого театра                                                          | Александр Мелик-Пашаев, Василий Небольсин | Сусанин — Максим Михайлов, Антонида — Наталья Шпиллер, Собинин — Георгий Нэлепп, Ваня — Елизавета Антонова                                                                                              | 020813-56, Д-0373-80                                                          | Городецкий | С сокращениями                                                             |
| 1954       | Хор и Национальный симфонический оркестр Итальянского радио (Милан)                    | Альфредо Симонетто                        | Сусанин — Борис Христов, Антонида — Вирджиния Зеани, Собинин — Джузеппе Кампора, Ваня — Анна Мария Рота, Сигизмунд — Эральдо Кода, Гонец — Гульельмо Фаццини                                            | Unique Opera Records Corporation, UORC 334 (издание 1977 г.)                  |            | На итальянском, с сокращениями                                             |
| 1955       | Оркестр Белградской национальной оперы, хор Югославской народной армии                 | Оскар Данон                               | Сусанин — Мирослав Чангалович, Антонида — Мария Гласевич, Собинин — Драго Старч, Ваня — Милица Миладинович, Сигизмунд — Владета Димитриевич, Русский солдат — Иван Мургашки, Гонец — Неголюб Грубач     | Decca, LXT 5173-5176 (издание 1956 г.)                                        | Городецкий | С сокращениями                                                             |
| 1957       | Хор Белградской национальной оперы, оркестр Общества концертов Парижской консерватории | Игорь Маркевич                            | Сусанин — Борис Христов, Антонида — Тереза Штих-Рэндалл, Ваня — Мелания Бугаринович, Собинин — Николай Гедда                                                                                            | HMV, ALP 1613—1615 (издание 1959 г.), Capitol-EMI, GCR 7163 (издание 1959 г.) | Розен      |                                                                            |
| 1960       | Хор и оркестр Большого театра                                                          | Борис Хайкин                              | Сусанин — Иван Петров, Антонида — Вера Фирсова, Собинин — Николай Гресь, Ваня — Валентина Клепацкая, Гонец — Владимир Валайтис, Сигизмунд — Георгий Панков, Русский воин — А. Мишутин                   | Д-08381-8 (издание 1961 г.), Мелодия, Д-O16377-82 (издание 1965 г.)           | Городецкий | С сокращениями                                                             |
| 1974       | Хор и Национальный симфонический оркестр Итальянского радио (Турин)                    | Ежи Семкув                                | Сусанин — Борис Христов, Антонида — Маргерита Ринальди, Собинин — Йон Писо, Ваня — Виорика Кортез, Сигизмунд — Джеймс Лумис, Гонец — Фердинандо Якопуччи                                                | Omega Opera Archive, 2570                                                     |            | На итальянском                                                             |
| 1979       | Хор и оркестр Большого театра                                                          | Марк Эрмлер                               | Сусанин — Евгений Нестеренко, Антонида — Бэла Руденко, Собинин — Владимир Щербаков, Ваня — Тамара Синявская                                                                                             | Мелодия, C10-14103-10 (издание 1980 г.), MEL CD 10 01336                      | Городецкий | С сокращениями                                                             |
| 1986       | Хор и оркестр Софийской национальной оперы                                             | Иван Маринов                              | Сусанин — Никола Гюзелев, Антонида —Елена Стоянова, Собинин — Румен Дойков | Capriccio, 10 783-5                                                           | Городецкий |                                                                            |
| 1986 ?     | Хор и оркестр Большого театра                                                          | Марк Эрмлер                               | Сусанин — Александр Ведерников, Антонида — Лидия Ковалева, Собинин — Евгений Шапин, Ваня — Валентина Левко, Сигизмунд — Сергей Архипов, Русский солдат — Константин Басков, Гонец — Владислав Пашинский | Мелодия, С10 24453-60 (издание 1987 г.)                                       | Городецкий |                                                                            |
| 1989       | Хор Софийской национальной оперы, Софийский фестивальный оркестр                       | Эмил Чакыров                              | Иван Сусанин — Борис Мартинович, Антонида — Александрина Пендачанска, Собинин — Крис Меррит, Ваня — Стефания Точиска                                                                                    | Sony Classical, 40-46487 (издание 1991 г.)                                    | Розен      | Записано в Зале 1 Национального дворца культуры, София. 9-15 сентября 1989 |

Источники: , 

## Видеозаписи
| Год  | Организация                                          | Дирижёр / Режиссёр / Художник                            | Солисты | Производитель                 | Либреттист | Примечания                                               |
| ---- | ---------------------------------------------------- | -------------------------------------------------------- | --- | ----------------------------- | ---------- | -------------------------------------------------------- |
| 1979 | Хор и оркестр Большого театра                        | Марк Эрмлер / Александр Баранников                       | Сусанин — Евгений Нестеренко, Антонида — Бэла Руденко, Собинин — Евгений Шапин, Ваня — Раиса Котова                                                                                               | Гостелерадио СССР             | Городецкий | Постановка на сцене Большого Кремлёвского Дворца Съездов |
| 1984 | Государственный театр оперы и балета Белорусской ССР | Александр Анисимов / Эмиль Пасынков                      | Сусанин — Ярослав Петров, Антонида — Людмила Колос, Владимир Экнодиосов, Ольга Тишина, Арнольд Локшин                                                                                             | Гостелерадио СССР             | Городецкий |                                                          |
| 1992 | Хор и оркестр Большого театра                        | Александр Лазарев / Николай Кузнецов / Валерий Левенталь | Сусанин — Евгений Нестеренко, Антонида — Марина Мещерякова, Собинин — Александр Ломоносов, Ваня — Елена Заремба, Начальник польского отряда — Борис Бежко                                         | NVC ARTS                      | Розен      |                                                          |
| 1993 | Хор и оркестр Большого театра                        | Александр Лазарев / Николай Кузнецов / Валерий Левенталь | Сусанин — Владимир Маторин, Антонида — Елена Брылёва, Собинин — Александр Ломоносов, Ваня — Галина Борисова, Русский крестьянин — Владимир Кудряшов, Начальник русского отряда — Анатолий Бабыкин | Телерадиокомпания «Останкино» | Розен      | Спектакль в Ипатьевском монастыре, с сокращениями        |

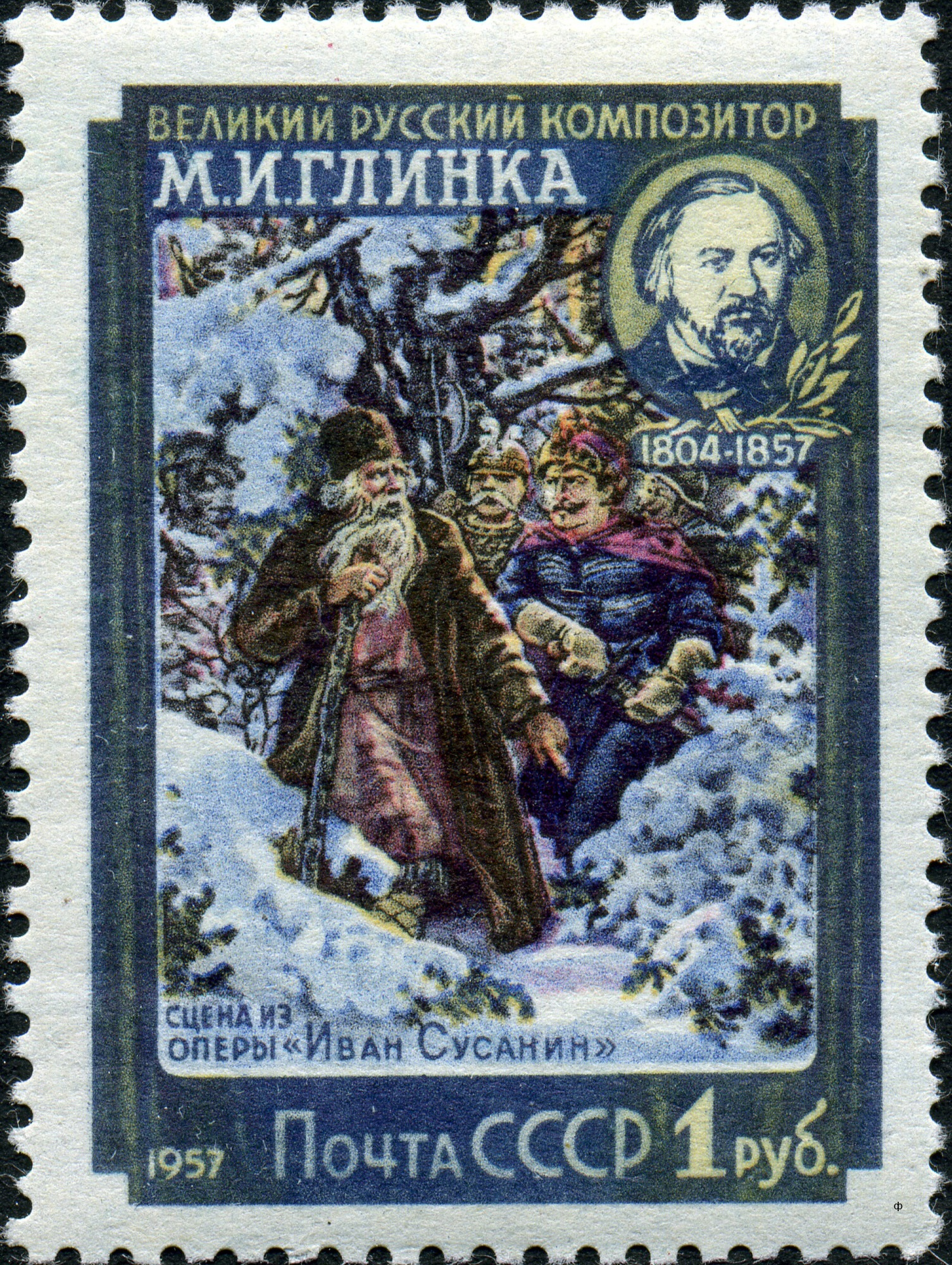
Марка СССР 1957 годː Сцена из оперы "Жизнь за царя". Серияː 100-летие со дня смерти основоположника русской классической музыки Михаила Ивановича Глинки (1804-1857)
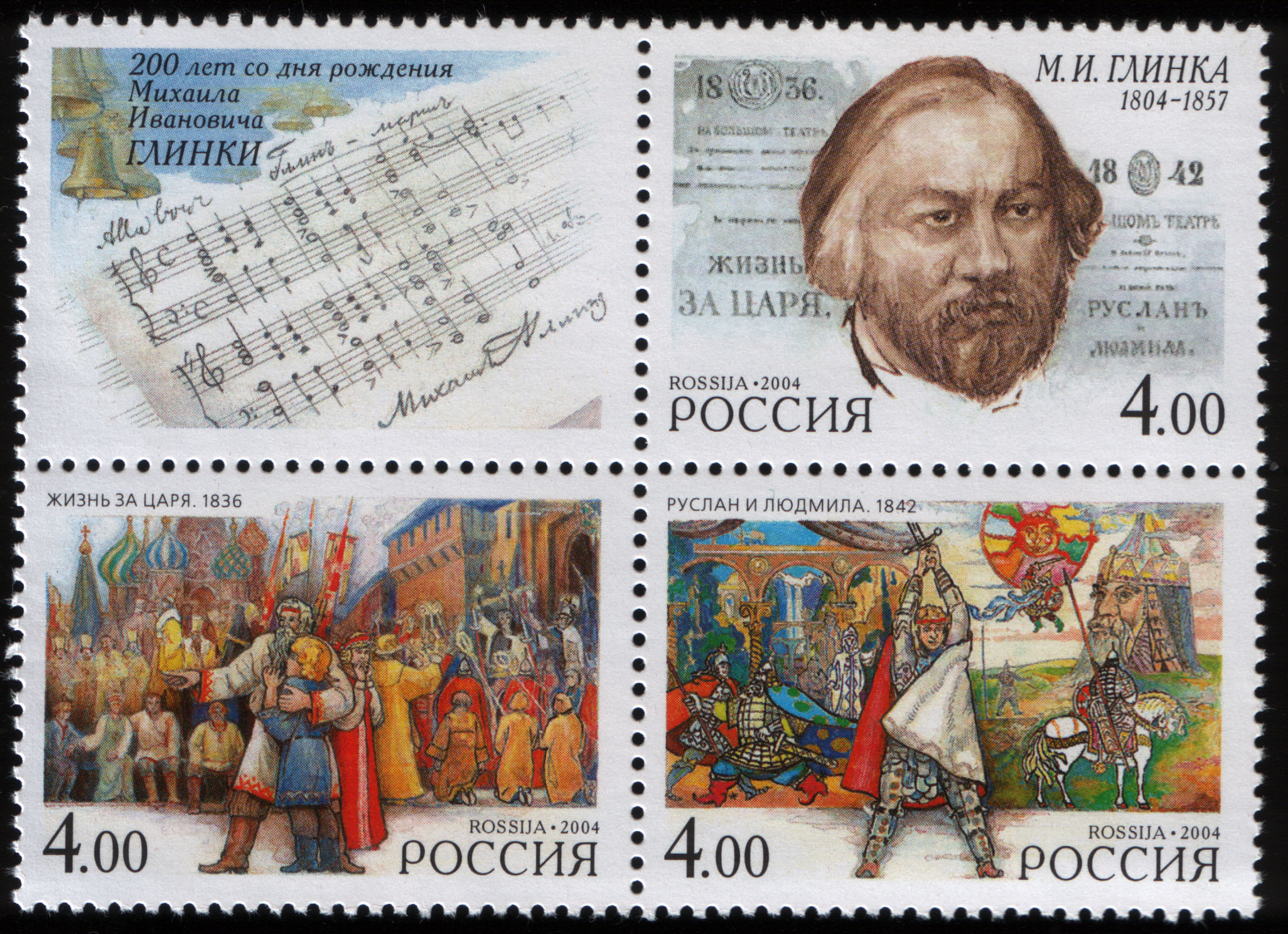
Почтовые марки России, посвящённые 200-летию со дня рождения М. И. Глинки, 2004, 4 × 3 рубля (ИТЦ 942—944, Михель 1174—1176)